# 1-二十六烷醇
1-二十六烷醇是一种含有26个碳原子的饱和伯脂肪醇，在室温下是白色的蜡状固体。它易溶于氯仿，不溶于水。它自然出现于许多植物种类的表皮蜡质和植物角质层中。